# When the Year Ends in One
A When the Year Ends in One (Amikor az év egyessel végződik) című dalt a Tottenham Hotspur angol labdarúgócsapat adta ki, a Chas & Dave zenei társulat közreműködésével, hogy megünnepeljék a csapat 1991. évi FA-Kupa döntőjébe kerülését. A dal elérte a 44. helyet az Egyesült Királyság Singles Chart listáján. 
A dal címe arra a utal, hogy a huszadik században a klub számos jelentős trófeát (1991-ig 2 bajnoki címet, 4 FA-kupát, 1 Ligakupát és 1 Szuperkupát) nyert az 1-es számmal végződő években. A tendencia folytatódott azáltal, hogy a csapat megnyerte az 1991. évi FA-kupa döntőt.  A szurkolók körében általános babona lett, hogy az 1-essel végződő években mindig nyer valamit a csapat,  bár a Spurs 1991 óta nem nyert trófeát ilyen évben. 
A főbb trófeák, amelyekre a babona vonatkozik: 
- 1901-es FA-kupa
- 1921-es FA-kupa
- 1951-es angol labdarúgó bajnokság első osztálya
- 1961-es angol labdarúgó bajnokság első osztálya és FA-kupa ("A Duplázás")
- 1971-es Ligakupa
- 1981-es FA-kupa
- 1991-es FA-Kupa